# David Fletcher
David Fletcher (né le 27 février 1989 à Sutton-in-Ashfield, en Angleterre) est un coureur cycliste Royaume-Uni, spécialiste du VTT et du cyclo-cross.

## Palmarès en VTT

### Championnats du monde
- Fort William 2007
  -  Médaillé de bronze du cross-country juniors
- Canberra 2009
  - 9e du relais par équipes
- Lillehammer-Hafjell 2014
  - 46e du cross-country
- Laissac 2016
  - 49e du cross-country

### Championnats nationaux
- 2006
  - 3e du cross-country juniors
- 2007
  -  Champion de Grande-Bretagne de cross-country juniors
- 2008
  -  Champion de Grande-Bretagne de cross-country espoirs
- 2009
  - 2e du cross-country espoirs
- 2012
  - 2e du cross-country
- 2013
  - 3e du cross-country
- 2015
  - 3e du cross-country
- 2016
  - 2e du cross-country

## Palmarès en cyclo-cross
- 2007-2008
  - 3e du championnat de Grande-Bretagne de cyclo-cross espoirs
- 2008-2009
  -  Champion de Grande-Bretagne de cyclo-cross espoirs
- 2010-2011
  - 2e du championnat de Grande-Bretagne de cyclo-cross espoirs
- 2012-2013
  - 3e du championnat de Grande-Bretagne de cyclo-cross
- 2013-2014
  - 2e du championnat de Grande-Bretagne de cyclo-cross